# Papulaspora halima
Papulaspora halima är en svampart som beskrevs av Anastasiou 1963. Papulaspora halima ingår i släktet Papulaspora, klassen Sordariomycetes, divisionen sporsäcksvampar och riket svampar.   Inga underarter finns listade i Catalogue of Life.